# Leo Sayer
Leo Sayer (nato Gerard Hugh Sayer; Shoreham-by-Sea, 21 maggio 1948) è un cantante inglese.

## Biografia

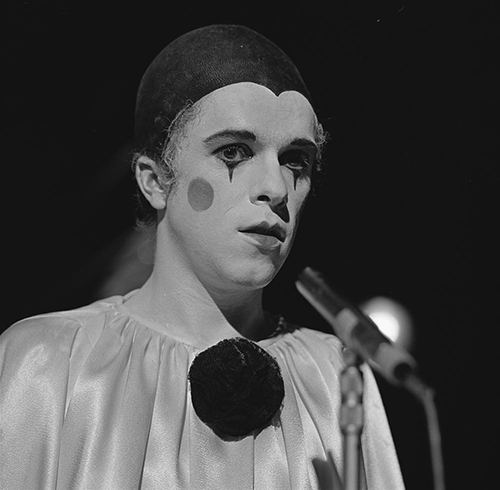
Leo Sayer nel 1974, col look alla Pierrot esibito all'epoca

Sayer ha avuto successo con i suoi singoli e album usciti nel Regno Unito e negli Stati Uniti. È stato inizialmente scoperto da David Courtney, in seguito diventato il suo co-manager assieme a Adam Faith. Ha iniziato la sua carriera scrivendo canzoni a quattro mani con David Courtney, in particolare Giving It All Away, che nel 1973 è divenuta la prima hit da solista di Roger Daltrey dei The Who.
Lo stesso anno, Sayer ha intrapreso una propria carriera da musicista. Al tempo del suo iniziale successo riscontrato dalla sua hit d'esordio The Show Must Go On in Gran Bretagna, Sayer usava mostrarsi con un travestimento ed un trucco tipicamente alla Pierrot.
Nel 1976, Sayer ha registrato tre canzoni dei Beatles, I Am the Walrus, Let It Be e The Long and Winding Road per il documentario All This and World War II.
Tra le sue successive hit troviamo Long Tall Glasses e Orchard Road. Nel 1977 ha ottenuto grande successo con You Make Me Feel Like Dancing e la romantica ballata When I Need You. Sayer ha inciso poi cover di canzoni portate al successo da Bobby Vee, Sonny Curtis, Buddy Holly. Negli Stati Uniti i suoi singoli You Make Me Feel Like Dancing, When I Need You e More Than I Can Say hanno vinto il disco d'oro.
Sayer ha fatto un'apparizione al Muppet Show nella terza stagione (secondo episodio), dove ha cantato You Make Me Feel Like Dancing e When I Need You.
Ha scritto inoltre la colonna sonora - versione in inglese - del cartone animato franco-belga The Missing Link (1980).
Nel 1990 ha collaborato con Alan Parsons e Eric Woolfson cantando nell'album Freudiana la canzone I Am a Mirror.
Ha partecipato al Festival di Sanremo del 1990 con The Moth And The Flame (versione inglese di Tu... sì di Mango) e all'edizione successiva con All Alone (versione inglese di Dubbi no di Mietta).
Nel 2000, You Make Me Feel Like Dancing è stata inserita nella colonna sonora del film Charlie's Angels.
Nel 2005 si è trasferito a Sydney, Australia, dove vive tuttora. Il 12 febbraio 2006 è ritornato al primo posto della classifica inglese con il remix di Thunder in My Heart con il dj Meck. È apparso poi nella commedia Stupid, Stupid Man.

## Vita privata
Sayer è stato sposato con Janice Lissete dal 1973 al 1985, anno in cui ha divorziato. Legatosi poi a Donatella Piccinetti, di origini italiane, si è trasferito con lei in Australia e vi è rimasto anche dopo la fine del loro rapporto, avvenuta nel 2007. Nel gennaio 2009 Sayer è diventato cittadino australiano in occasione dell'Australia Day a Canberra.
Sayer è dislessico. Soffre ancora delle conseguenze delle lesioni alle gambe e alle caviglie provocate da una rovinosa caduta nel 1977.

## Discografia

### Album
- Silverbird (1973) UK numero 2
- Just a Boy (1974) UK numero 4
- Another Year (1975) UK numero 8
- Endless Flight (1976) UK numero 4
- Thunder in My Heart (1977) UK numero 8
- Leo Sayer (1978) UK numero 15
- The Very Best of Leo Sayer (1979) UK numero 1
- Here (1979) UK numero 44
- Living in a Fantasy (1980) UK numero 15
- World Radio (1982) UK numero 30
- Have You Ever Been in Love (1983) UK numero 15
- Cool Touch (1990)
- All the Best (1993) UK numero 26
- The Definitive Hits Collection (1999) UK numero 35
- Live in London (1999) UK
- Endless Journey - The Essential Leo Sayer (2004) UK numero 52 in 2006
- Voice In My Head (2005)
- Leo Sayer: At His Very Best (2006) UK numero 30
- Northern Songs: Leo Sayer Sings the Beatles (2022)

### Singoli
- "The Show Must Go On" - 1973 - UK numero 2 (U.S. numero 4 in 1974 per Three Dog Night)
- "One Man Band" - 1974 - UK numero 6 / U.S. numero 96 (1975 release)
- "Long Tall Glasses (I Can Dance)" - 1974 - UK numero 4 / U.S. numero 9 (1975 release)
- "Moonlighting" - 1975 - UK numero 2
- "You Make Me Feel Like Dancing" - 1976 - UK numero 2 / U.S. numero 1
- "When I Need You" - 1977 - UK & U.S. numero 1
- "How Much Love" - 1977 - UK numero 10 / U.S. numero 17
- "Thunder in My Heart" - 1977 - UK numero 22 / U.S. numero 38
- "Easy To Love" - 1977 - U.S. numero 36
- "I Can't Stop Lovin' You (Though I Try)" - 1978 - UK numero 6
- "Raining in My Heart" - 1978 - UK numero 21, U.S. numero 47
- "More Than I Can Say" - 1980 - UK numero 2, U.S. numero 2
- "Living in a Fantasy" - 1981 - U.S. numero 23
- "Have You Ever Been in Love" - 1982 - UK numero 10
- "Heart (Stop Beating in Time)" - 1982 - UK numero 22
- "Orchard Road" - 1983 - UK numero 16
- "Till You Come Back To Me" - 1983 - UK numero 51
- "Sea Of Heartbreak" - 1984 - UK numero 84
- "Unchained Melody" - 1986 - UK numero 54
- "I will fight for you" - 1992 - Germany
- "When I Need You" (re-issue) - 1993 - UK numero 65
- "You Make Me Feel Like Dancing" - The Groove Generation featuring Leo Sayer 1998 - UK numero 32
- "Thunder in My Heart Again" - Meck featuring Leo Sayer - 2006 - UK numero 1; Australia numero 16